# Ронци
Ронци (лат. Merginae) су потпородица породице пловке (лат. Anatidae) из реда пловуша (лат. Anseriformes). Све врсте сем две насељавају станишта на далеком северу, неке врсте радије бирају речна станишта, док друге бирају слановодна станишта, а већина врста зиме проводи у близини морске обале.

## Опис
Многе врсте су развиле соне жлезде за излучивање вишка соли, које им омогућавају опстанак у морској води. Међутим, оне су слабо развијене код младих.
Врсте које се хране рибом, као што су врсте из родова Mergus и Mergellus, имају назубљене ивице кљунова које им помажу при хватању плена. Остале врсте, као на пример врсте из рода Bucephala, се хране мекушцима и рачићима, тако што зарањају испод површине воде и хватају их са морског дна. Због чега имају кљунове сличне типичним паткама.
Ронци крајем лета митаре и добијају своје једнолично перје (које имају ван сезоне парења), а затим поново митаре током зиме када добијају своје шарено перје (које имају у време сезоне парења).
Родови Mergus, Lophodytes, Mergellus и Bucephala су веома слични и јединствени међу пловушама (Anseriformes), по томе што немају зарезе на ивицама задње стране грудне кости, већ рупе око којих је кост.

## Родови и врсте
Постоји десет живућих родова и двадесет врста ронаца:
- Род Polysticta
  - Штелерова гавка
 (Polysticta stelleri)
- Род Somateria
  - Гавка
 (Somateria mollissima)
  - Гавка наочарка
 (Somateria fischeri)
  - Краљевска гавка
 (Somateria spectabilis)
- Род Histrionicus
  - Арлекинка
 (Histrionicus histrionicus)
- Род  Melanitta
  - Црни турпан
 (Melanitta nigra)
  - Амерички турпан
 (Melanitta americana)[3]
  - Баршунасти турпан
 (Melanitta fusca)
  - Белокрили турпан
 (Melanitta deglandi)[4]
  - Шаренокљуни турпан
 (Melanitta perspicillata)
- Род Clangula
  - Ледењарка
 (Clangula hyemalis)
- Род Bucephala
  - Патка дупљашица
 (Bucephala clangula)[5]
  - Исландска патка дупљашица
 (Bucephala islandica)[5]
  - Америчка батоглава дупљашица
 (Bucephala albeola)[5]
- Род Mergellus[6]
  - Мали ронац
 (Mergellus albellus)
- Род Lophodytes[6]
  - Ћубасти ронац
 (Lophodytes cucullatus)
- Род Mergus
  - Бразилски ронац
 (Mergus octosetaceus)
  - Окландски ронац
 (Mergus australis) †[7]
  - Средњи ронац
 (Mergus serrator)
  - Велики ронац
 (Mergus merganser)
  - Кинески ронац или крљуштасти ронац
 (Mergus squamatus)
- Род Camptorhynchus †
  - Лабрадорска патка
 (Camptorhynchus labradorius) †[8]
- Род Chendytes †[9]
  - Chendytes lawi †